# 리치먼드 대학교

리치먼드 대학교(University of Richmond, UR 또는 U of R)는 미국 버지니아주 리치먼드에 위치한 사립 리버럴 아츠 칼리지이다. 5개 학교에 약 4,350명의 학부생이 있다.
캠퍼스는 크게 메인 캠퍼스와 UR 다운타운으로 나뉜다.